# Dům Milana Hadživukoviće

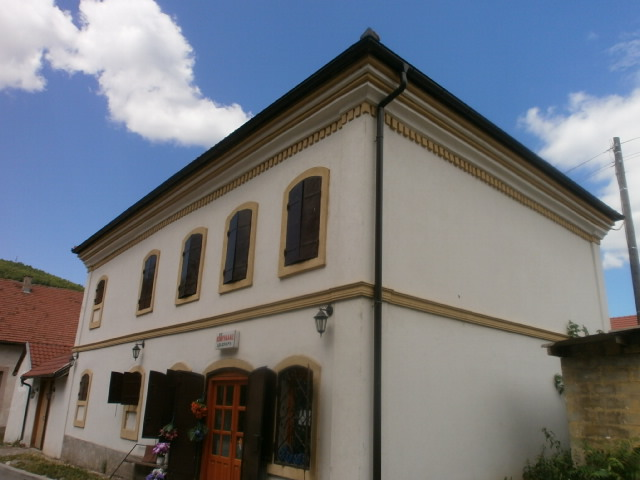
Fasáda domu.

Dům Milana Hadživukoviće (srbsky Кућа Милана Хаџивуковића/Kuća Milana Hadživukovića) je historická budova, která se nachází ve východobosenském městě Foča. Známá je také pod názvem Dubrovnický dům (srbsky Дубровачка кућа/Dubrovačka kuća)
Budova se nachází na dočasném seznamu Komise pro ochranu národních památek Bosny a Hercegoviny. V současné době je evidována jako kulturní památka Republiky srbské s označením NKD713.
Dům byl vybudován v roce 1861 obchodní rodinou Hadživukovićů. Ve své době byla stavba považována za jednu z nejzdobnějších památek ve městě Foča. Ta stejná rodina vlastnila dům až do roku 1951, poté byla prodána společnosti Izvor. Ta jej využívala však velmi málo a nevěnovala se opravě památky. Na počátku 21. století se tak stavba ocitla v havarijním stavu a hrozilo její zřícení. Po roce 2010 byla realizována obnova stavby; sanace se uskutečnila v roce 2012, opravena byla nejprve střecha a poté byly renovovány i jednotlivé zdi. Obnova si vyžádala náklady ve výši 26 000 konvertibilních marek, během rekonstrukce byla striktně dodržena historická podoba stavby. V současné době stavba slouží jako kulturní centrum, galerie a umělecký alteiér.